# پیچک سمی ۲: لیلی
پیچک سمی ۲: لیلی (انگلیسی: Poison Ivy II: Lily)فیلمی در ژانر وحشتناک است که در سال ۱۹۹۶ منتشر شد. از بازیگران آن می‌توان به آلیسا میلانو، زاندر برکلی، جاناتان شیچ، بلیندا باور، و کمیلا بل اشاره کرد.